# Helichus basalis
Helichus basalis är en skalbaggsart som beskrevs av Leconte 1852. Helichus basalis ingår i släktet Helichus och familjen öronbaggar. Inga underarter finns listade i Catalogue of Life.